# シーメンスSD-400形・SD-460形電車
SD-400形およびSD-460形は、シーメンスが開発した連接式電車。1980年代から2000年代にかけて各地のライトレールや地下鉄へ向けて生産が行われた。

## 概要
北アメリカ・南アメリカ向けに製造が実施された、両運転台式の2車体連接車。1980年代から1990年代にかけて製造されたSD-400形はシーメンスとデュワグによる共同生産が実施された一方、デュワグがシーメンスに買収された1999年以降に製造されたSD-460形はシーメンスによる単独生産が行われている。両形式とも高床式プラットホームを有する路線での運用を前提としているため床上高さは約1,000 mmと高く、線形条件に応じて低床式プラットホームに適合した乗降扉を追加で設置する事が可能となっている。車体形状も両形式で同一となっている一方で、電気機器は異なっており、SD-400形はサイリスタチョッパ制御に対応した直流電動機を、SD-460形はVVVFインバータ制御方式に対応した誘導電動機を有している。

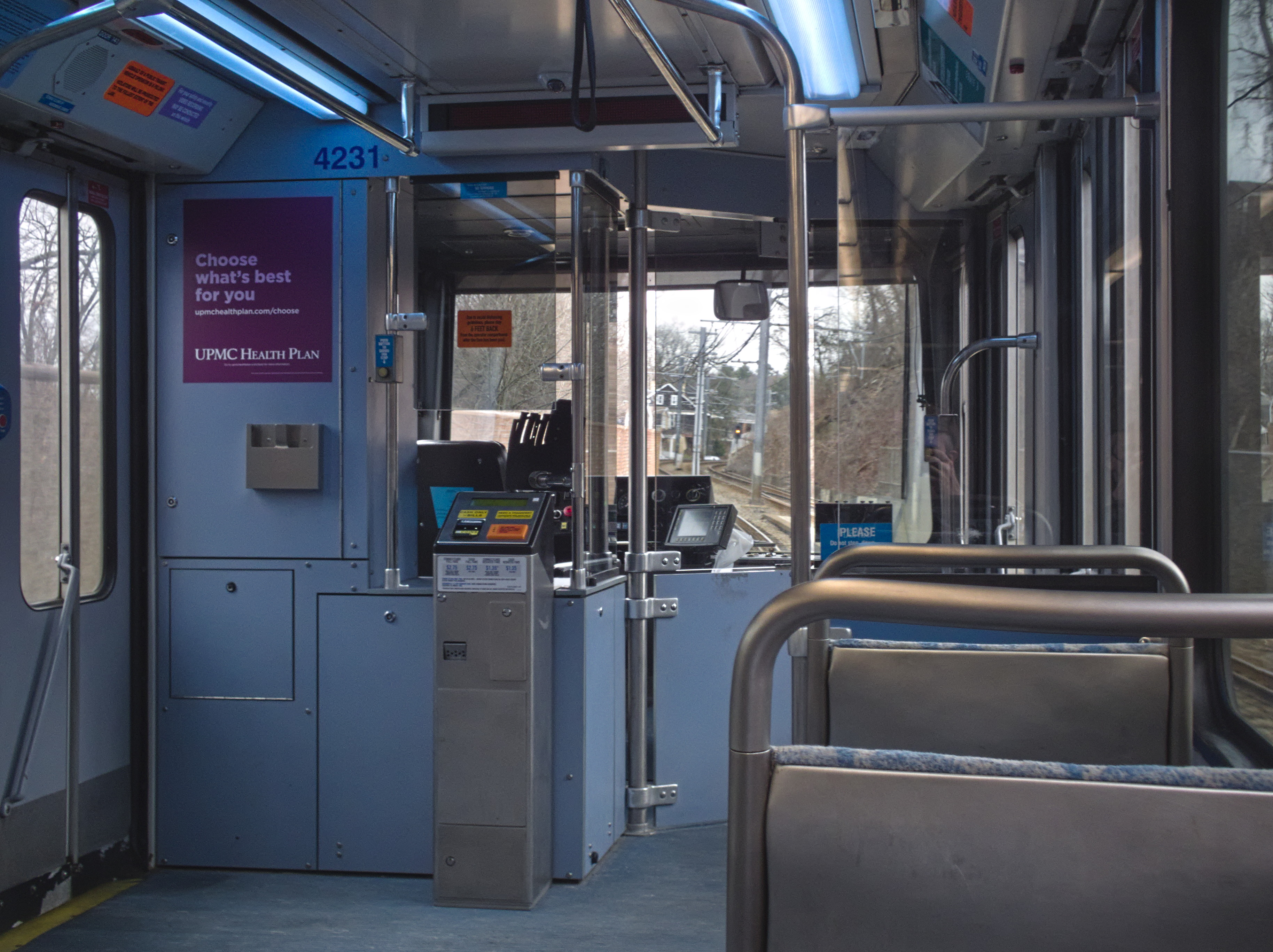
車内（SD-400、ピッツバーグ・ライトレール）
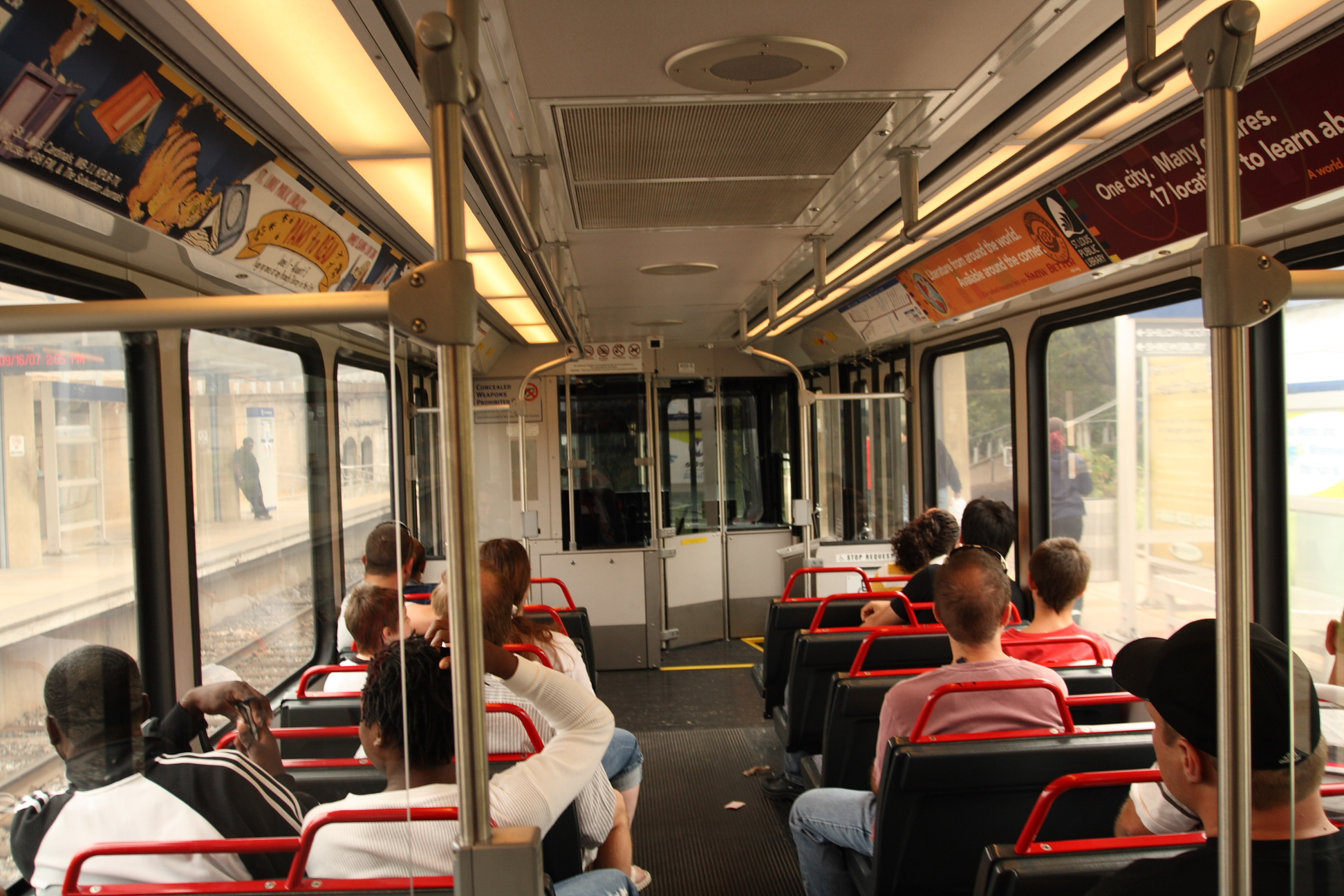
車内（SD-460、メトロリンク）
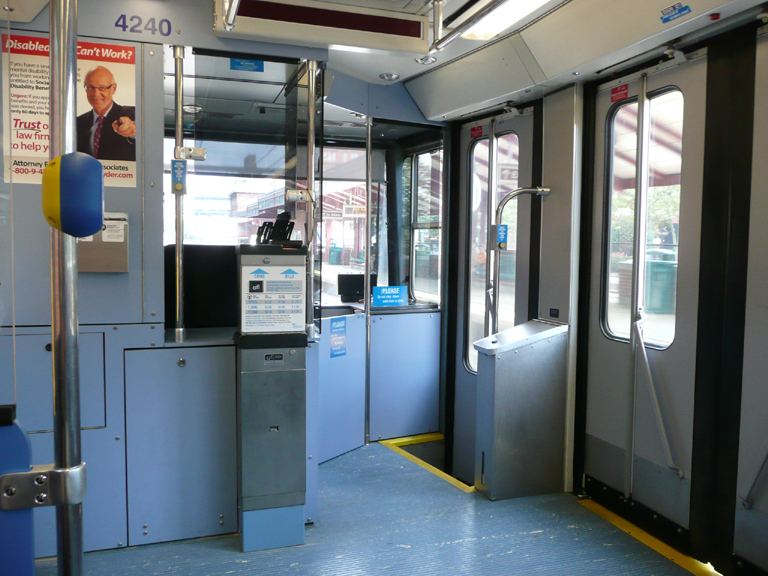
高床式・低床式ホームそれぞれに対応した扉が並ぶ車内（SD-400、ピッツバーグ・ライトレール）

形式図（SD-400、ピッツバーグ・ライトレール）
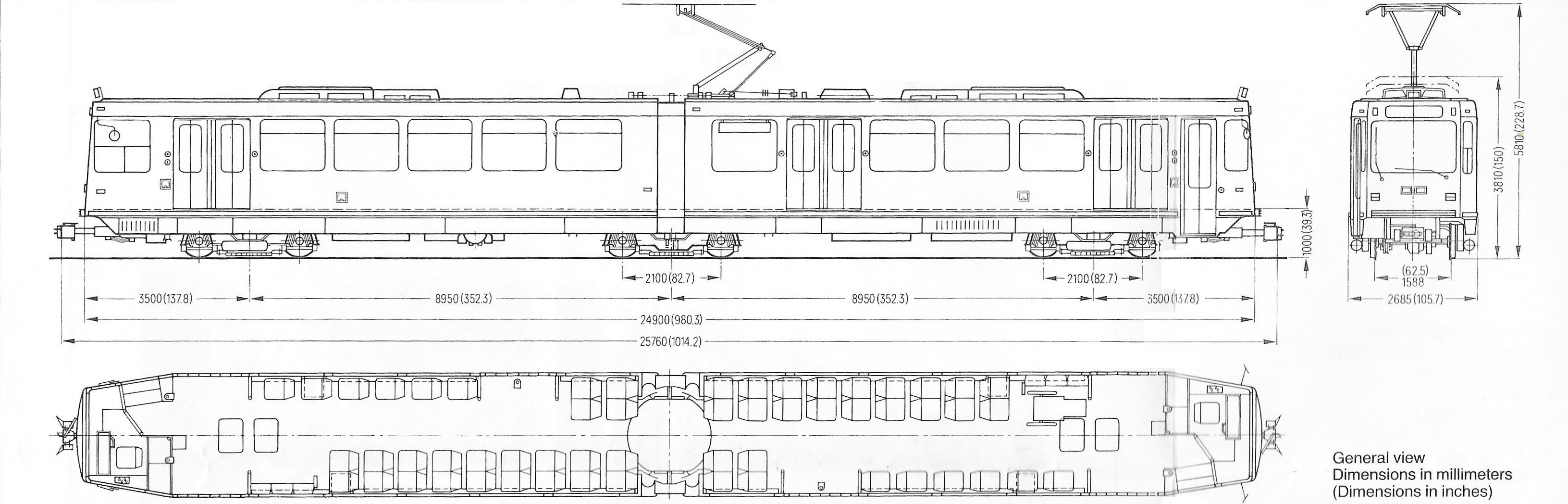

## 導入
2023年現在、SD-400およびSD-460はアメリカ合衆国およびベネズエラの以下のライトレールや地下鉄への導入が行われている。
| 路線                                      | 形式   | 画像 | 製造年      | 両数 | 備考        |
| ----------------------------------------- | ------ | ---- | ----------- | ---- | ----------- |
| ピッツバーグ・ライトレール (ピッツバーグ) | SD-400 |      | 1985 - 1987 | 55両 | [ 5 ]       |
| メトロリンク (セントルイス)               | SD-400 |      | 1991 - 1993 | 31両 | [ 2 ] [ 3 ] |
| メトロリンク (セントルイス)               | SD-460 |      | 1999 - 2005 | 56両 | [ 2 ] [ 3 ] |
| バレンシア・メトロ (バレンシア)           | SD-460 |      | 1999        | 12両 |             |